# Богатич
Богатич (серб. Богатић) — посёлок в Мачванском округе Сербии, центр общины Богатич. Население — 6488 чел. (2011).

## География
Богатич находится в западной части Республики Сербия, на плодородной равнине между реками Дрина и Сава. Относится к статистическому региону Шумадия и Западная Сербия.

### Климат
В Богатиче климат умеренно тёплый со значительным количеством осадков в течение всего года, небольшими суточными и годовыми колебаниями температуры (по Кёппену Cfb — морской тип). Средняя годовая температура около 11,5 °C, самый тёплый месяц — июль, а самый холодный — январь. Годовое количество осадков около 704 мм, наименьшее в марте, наибольшее в июне.

## История
Территория Богатича была заселена ещё до н. э.. Первые поселения датируются 5000 лет до н. э. (культура Старчево). После была культура Винча.
После 60-х гг. н. э. сюда пришли римляне, которые с жестокими боями устанавливали свою власть.
Проникновение авар в эту область тесно связано и с заселением славян.
В конце IX века сюда пришли венгры. Турки впервые пришли на землю Мачвы в 1391 году.
Богатич впервые упоминается во время австрийской оккупации Сербии 1718—1739 гг. Он был одним из крупнейших городов данного региона, являлся центром Мачвы, когда произошло Первое сербское восстание. В 1818 г. город имел 201 дом.
Большие потери среди населения были во времена Балканской войны 1912—1913 гг. и особенно во время Первой мировой войны 1914—1918 гг. В 1914 году австро-венгерские войска совершили великие зверства в Богатиче и ближайших районах.
Во время народной революции город и окрестности были полем ожесточённых боёв. В 1941 году город несколько раз освобождали. Близ Богатича в середине июле 1941 г. был сформирован Мачванский народно-освободительный отряд, который 7 августа атаковал и занял город. Это был базарный день и вместе с крестьянами в город попали трое партизан с оружием и боеприпасами. Внезапное появление вооружённых людей ошеломило жандармов, и те сдались без сопротивления. Богатич был освобождён, из тюрем выпущены политзаключённые. В центре города был объявлен сбор, на котором говорил комендант отряда. После этого к отряду присоединились несколько десятков бойцов. Освобождение Богатича представляло большой политический успех, который сразу же разнёсся по всей Мачве и Сербии.

## Население
Численность населения Богатича, как и всей общины в целом, имеет тенденцию к сокращению. На 2011 год в посёлке проживало 6488 человек. Здесь 2289 домохозяйств со средним числом членов на семью 2,83. Средний возраст населения составляет 40 лет (38,6 у мужчин и 41,4 у женщин).
- 1991 г. — 7346 чел.
- 2002 г. — 7350 чел.
- 2011 г. — 6488 чел.

## Транспорт
Богатич связан с населёнными пунктами общины и остальной части Сербии несколькими дорогами местного значения: 20, 136 и 320.
Расстояние до ближайшего крупного города Шабаца — около 23 км, до столицы Республики — Белграда — около 98 км. Оба они находятся с юго-восточном направлении от посёлка.

## Культура
Богатич гордится и развивает свои традиции. Фольклорный ансамбль «Джидо» — победитель множества международных конкурсов. Коллектив объединяет 200 участников всех возрастов.
Известен посёлок выведением скакунов и школой верховой езды, собственным ипподромом.

## Достопримечательности
- Богатство Богатича — термальные источники сероводородной воды. Вокруг одного из источников организована аквапарк Термальная Ривьера.
- Этнопарк «Совляк» сохранил уникальность старинного быта.
- Храм Рождества Пресвятой Богородицы 1856 года.

## Родились в Богатиче
- Миленко Заблачански (серб. Миленко Заблаћански) — актёр, режиссёр и сценарист
- Александра Радович (серб. Александра Радовић) — популярная в Сербии певица, композитор и автор песен
- Панта Михайлович (серб. Панта Михајловић) — инженер и пионер в области телекоммуникаций

## Города-побратимы
Брянск, Россия (2016)

## Галерея

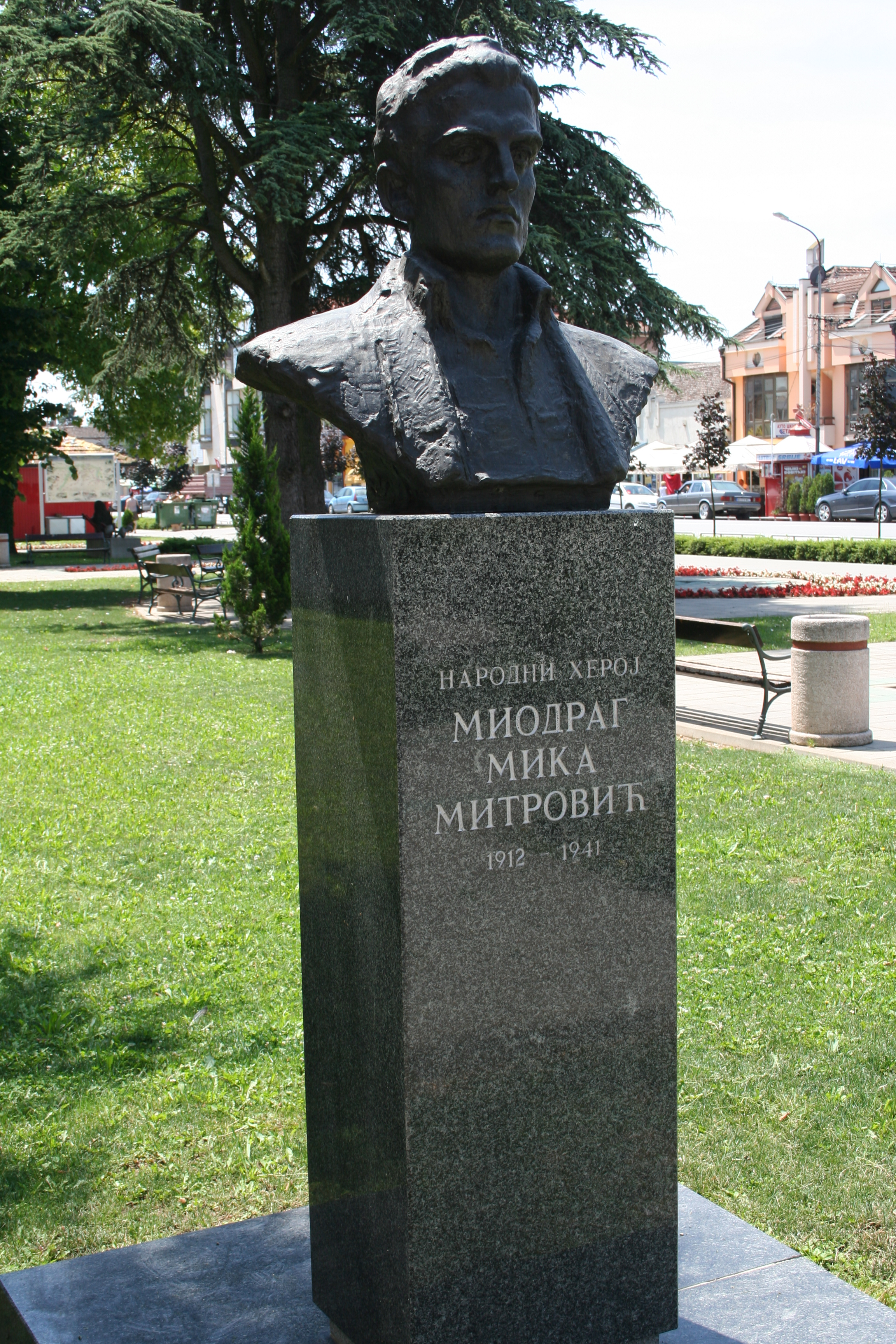
Памятник народному герою
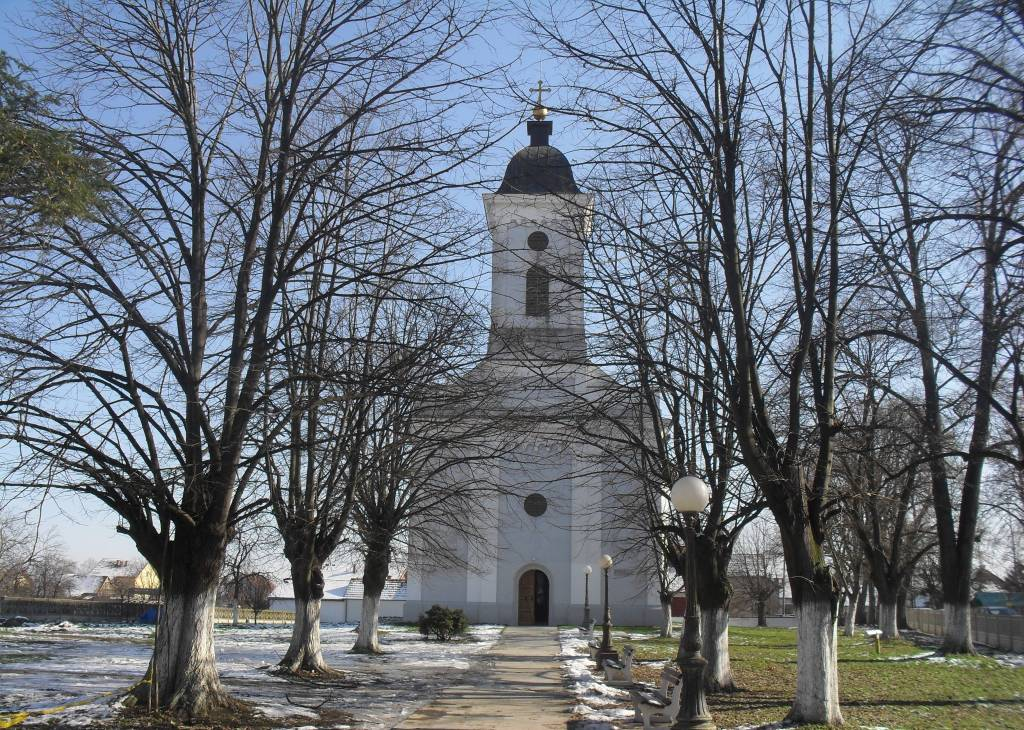
православный храм
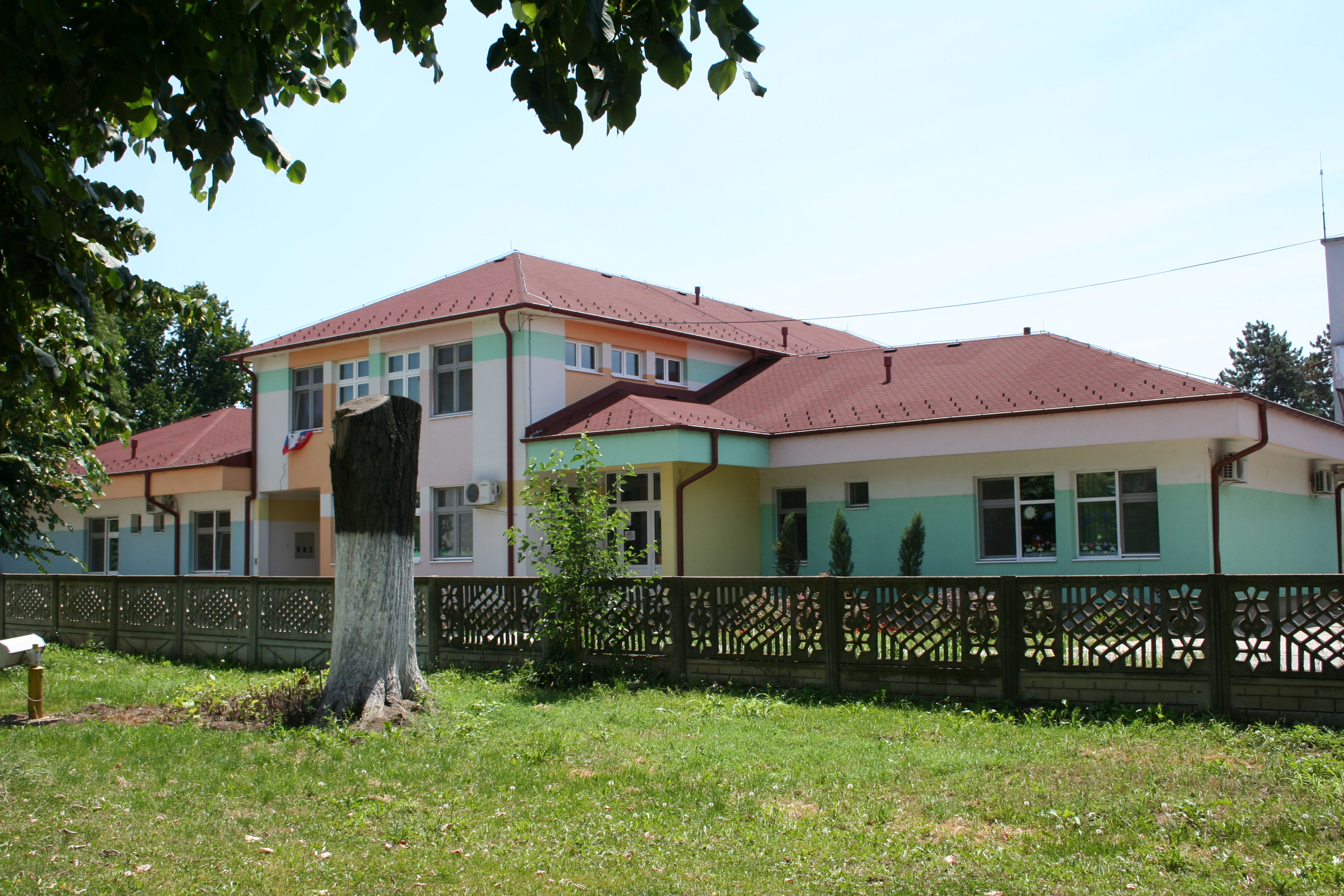
Дошкольное учреждение
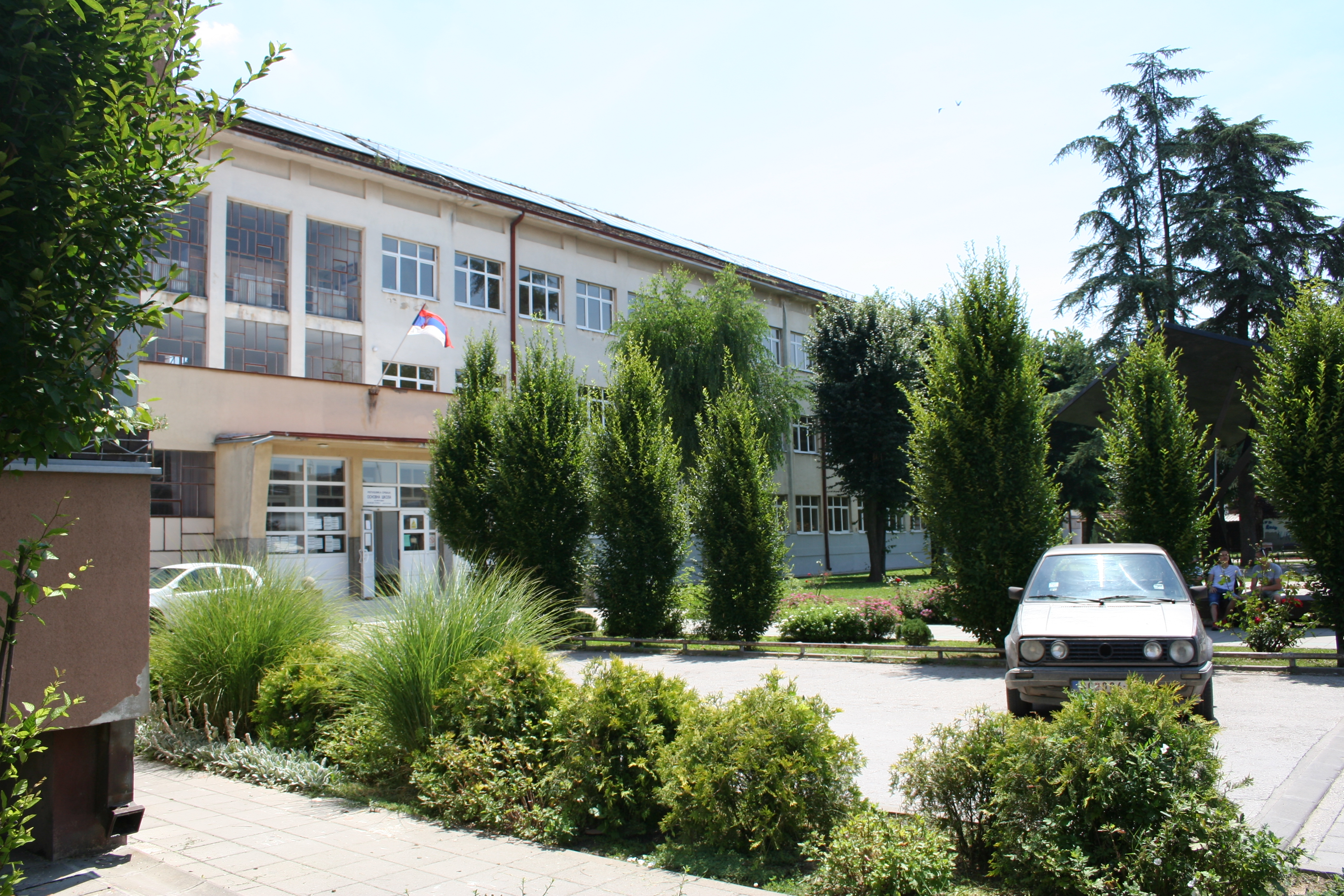
Школа
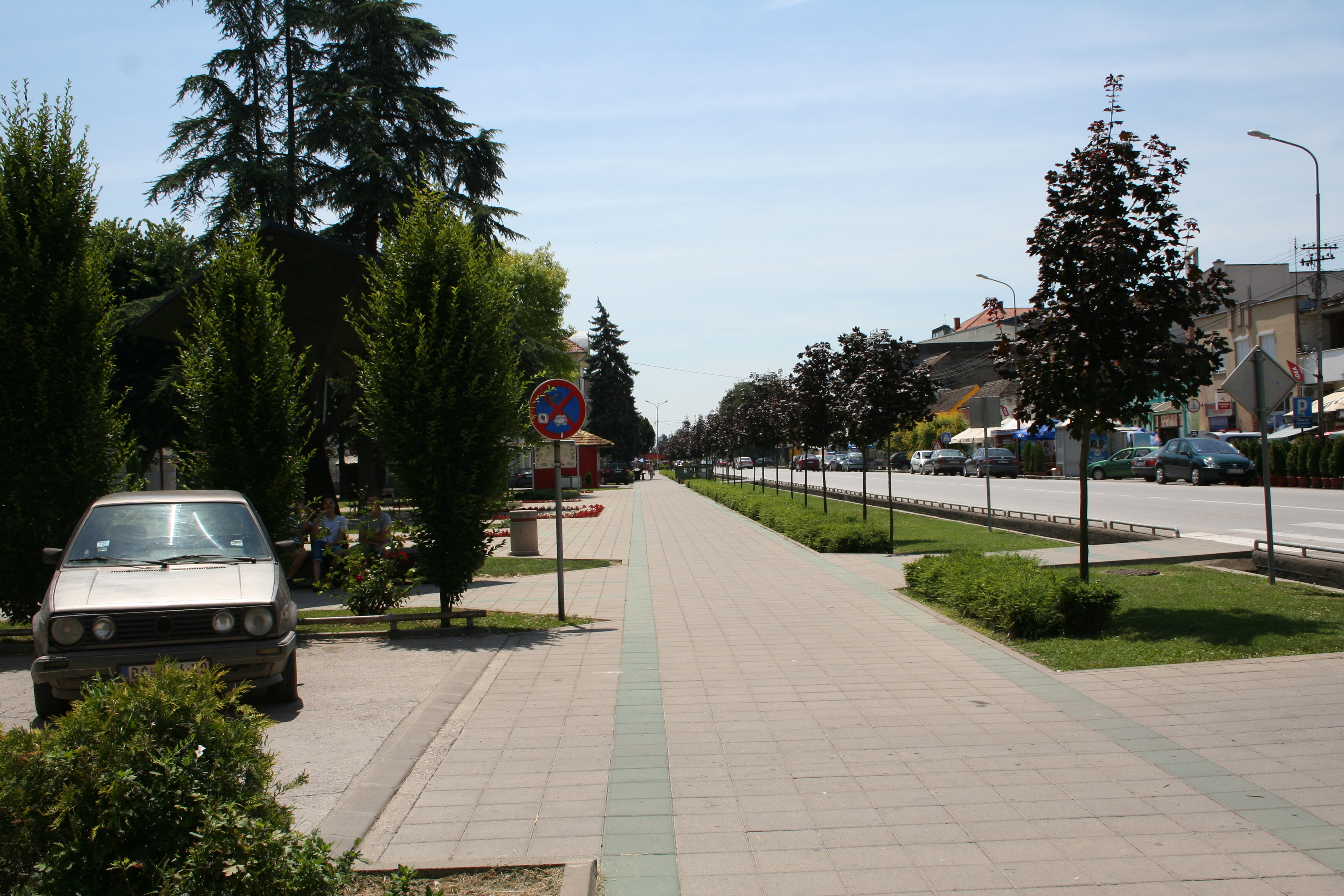
улица
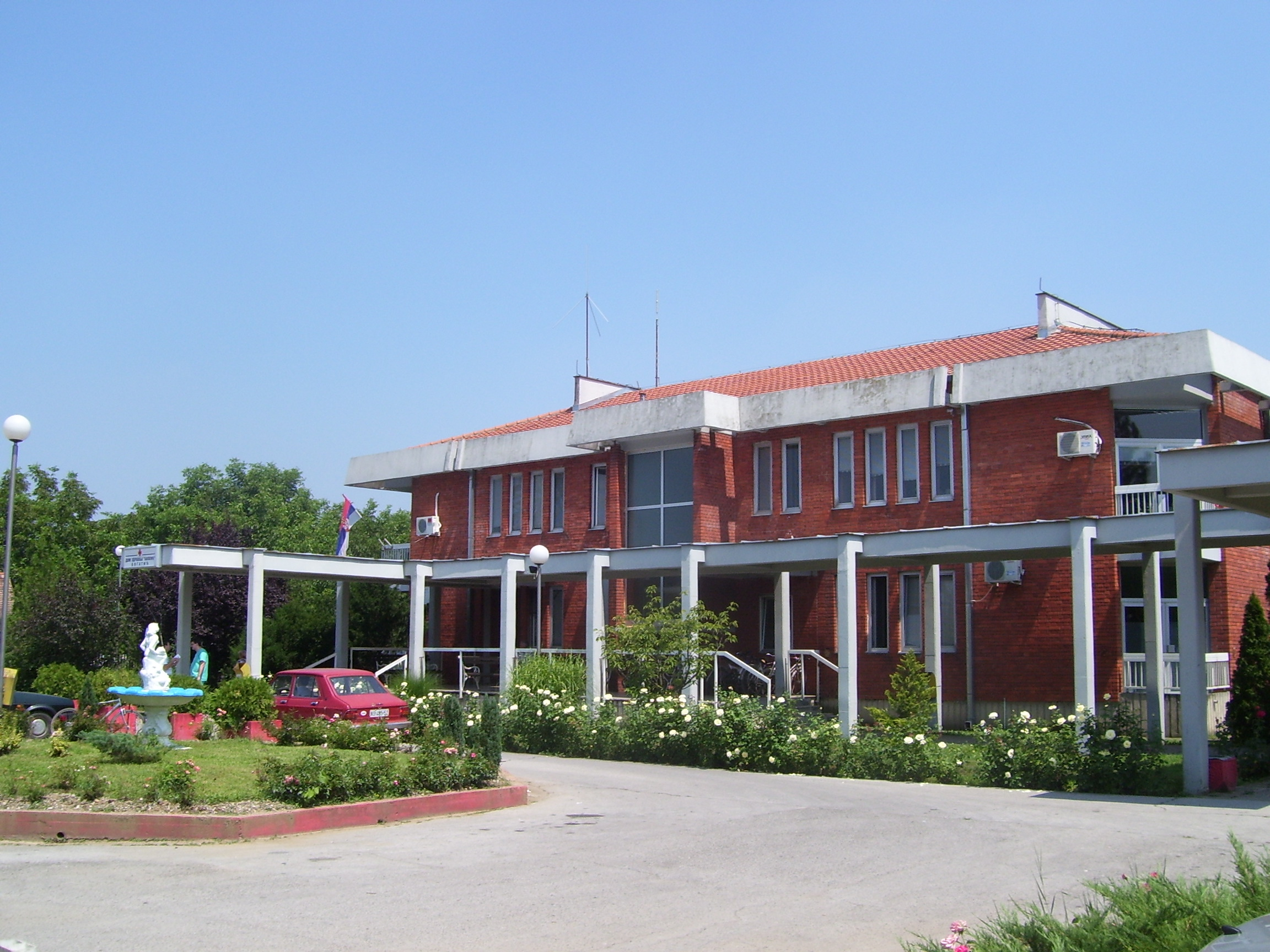
Центр здравоохранения
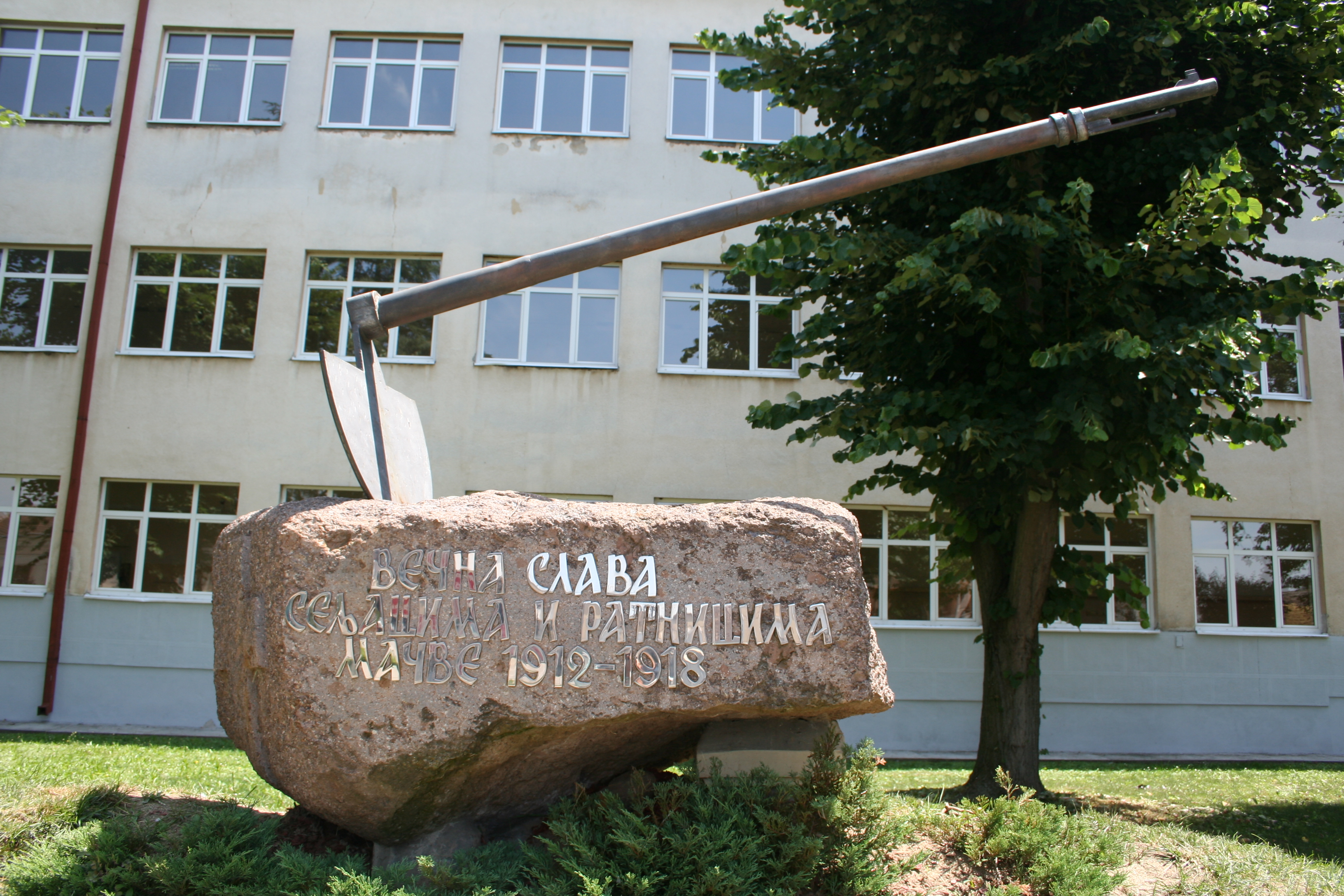
Памятник перед начальной школой